# Blacktown
Blacktown är en förort till Sydney i Australien. Den ligger i kommunen Blacktown och delstaten New South Wales, i den sydöstra delen av landet, omkring 29 kilometer väster om centrala Sydney. Antalet invånare är 39 000.
Runt Blacktown är det mycket tätbefolkat, med 2 028 invånare per kvadratkilometer.. Blacktown är det största samhället i trakten. 
Runt Blacktown är det i huvudsak tätbebyggt. Genomsnittlig årsnederbörd är 1 267 millimeter. Den regnigaste månaden är februari, med i genomsnitt 216 mm nederbörd, och den torraste är juli, med 25 mm nederbörd.